# Targum Onkelosa

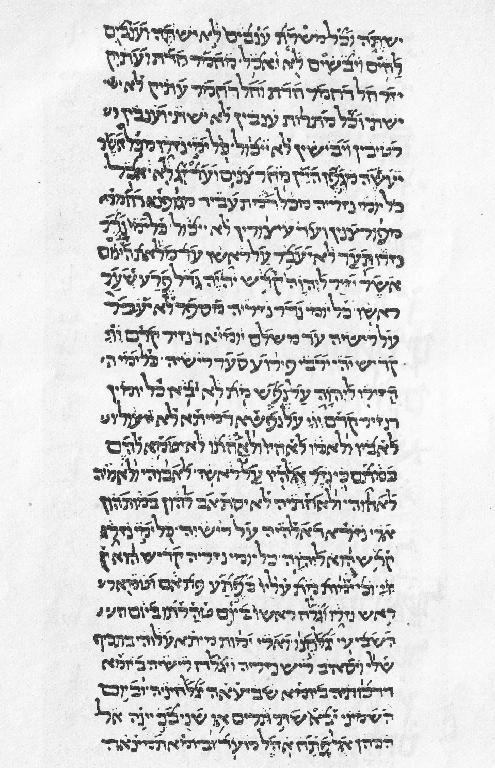
Interlinearny Pentateuch zawierający tekst hebrajski wraz z tekstem Targumu Onkelosa – Liczb 6:3-10.
(British Library, Oriental MS. 1497 z XII wieku).

Targum Onkelosa – targum aramejski zawierający oficjalną rabiniczną interpretację Tory. Treść targumu pochodzi z I/II wieku n.e., lecz został on zredagowany około III/IV wieku.

## Opis
Ponieważ po powrocie Żydów z niewoli babilońskiej do Palestyny językiem codziennym stał się język aramejski, koniecznością było przetłumaczenie tekstu Biblii, głównie Tory. Targum Onkelosa z czasem stał się przekładem oficjalnym, choć jest jednym z sześciu przekładów Pentateuchu na aramejski. Tłumaczenie to jest w miarę dosłowne, niejasne hebrajskie słowa są przekazywane jako hebrajskie idiomy, a znane nazwy są czasem interpretowane przez tłumacza (Szinear-Babilon, czy Izmaelici-Arabowie). Reprezentuje on szkołę babilońską (wschodnią).

## Tłumacz
Według tradycji żydowskiej, treść Targumu została pierwotnie przekazana przez Boga Mojżeszowi na górze Synaj, jednakże później została zapomniana przez lud, a przywrócona przez Onkelosa (ok. 35-120). Onkelos miał pracować zgodnie z instrukcjami rabinów Eliezera i Joszuy. Tłumacza identyfikuje się czasem jako Akwilę z Synopy. Wiąże się to z tendencjami do przypisywania autorstwa targumów uznanym już tłumaczom Biblii hebrajskiej na język grecki.

## Wydania
Targum Onkelosa został po raz pierwszy wydrukowany w Bolonii (1482) wraz z hebrajskim tekstem Biblii oraz komentarzem Rasziego. Później w rabinackiej Biblii Bomberga i Buxtorfa, oraz z łacińskim tłumaczeniem w Poliglocie kompluteńskiej (1517), Poliglocie antwerpskiej (1569), Poliglocie paryskiej (1645) oraz Poliglocie londyńskiej (1657). Wśród samodzielnych edycji wyróżniają się wydanie Sabbioneta z 1557 roku oraz dwutomowe wydanie: Berliner „Targum Onkelos” (Berlin, 1884).